# Popovo polje
Popovo polje je krško polje na jugu Bosne i Hercegovine, u jadranskoj ili niskoj Hercegovini.
U polju su se razvili svi površinski i podzemni oblici. U širem smislu, geološki, popovska udolina obuhvaća uravnjeni prostor među brdima od Trebinja na jugoistoku do Hutova na sjeverozapadu. U užem smislu Popovo polje je donji, sjeverozapadni dio doline Trebišnjice koji prekrivaju plodni nanosi zemlje. U sjeverozapadnom dijelu polja nalazi se poznata pećina Vjetrenica. Popovo – uz depresiju – zahvaća i pobrđe koje se nalazi između polja i granice s Dalmacijom, tj. Republikom Hrvatskom.

## Etimologija
Toponim Popovo se u povijesnim vrelima spominje od 12. stoljeća. Najstariji zabilježeni latinizirani lik „Papava” nalazi se u Ljetopisu popa Dukljanjina. Taj oblik vjerojatno datira još iz predrimskih vremena. U dokumentima Dubrovačke Republike iz 13. i 14. stoljeća nalaze se latinizirani oblici poput „Papaua” i „Papoa”. Prilagođeni slavenski oblik „Pòpovo” potvrđen je u Povelji kneza Miroslava.
Tijekom austrougarske uprave u službenu uporabu ulazi naziv Pòpovo pȍlje koji se koristi do danas. Naziva se još i Popovska vala ili samo Vala. Također, spominje se i ime Kriva lika koje se danas gotovo i ne koristi. Stanovnik Popova se naziva Popovac, stanovnica Popovka, a posvojni pridjev imena je „popovski”.

## Povijest
U povijesnim se vrelima župa Popovo spominje u 12. stoljeću kao jedna od devet srednjovjekovnih humskih župa.
Popovo polje opisuje u svojim putopisima i Evlija Čelebi gdje kaže "Na ovom Popovom polju ima preko hiljadu jama, ali u njima nema vode. Kad nastane mjesec juli i vode u cijelom kralju opadnu, onda se iz ovih jama pojavi i provri voda. A kasnije, kada nabujaju, pretvore ovo Popovo polje u jezero. Ima tu neka vrsta ribe koja je vrlo ukusna i pojačava seksualnu potenciju. Štaviše, u ovoj zemlji Bosni veoma potentnu čovjeku kažu: "Ah, čovječe, sigurno si jeo ribu iz Popova". To je već poslovica. Istina je, međutim, da su neki ljekari stavljali mozak ovih riba u madžune za pojačanje potencije. Kada nastane ljeto i prestane padati božja milost ( tj. kiša ), voda se iz ovog polja povuče, a narod hvata ribe koje ostanu, uživa i veseli se. Čovjek može sići u ove jame i šetati se po njima. Idući odavde jedan sat prema jugu, došli smo u kasabu Gabelu".
Popovo su u svibnju i lipnju 1992. godine oslobodile zajedničkom akcijom postrojbe HVO-a i HV-a. Područje je Daytonskim sporazumom pripalo Federaciji BiH.

## Podjela
Unutar popovske udoline jasno se raspoznaju tri prirodne cjeline:
- Mokro polje, južno od Trebinja, klinastog oblika površine 18 četvornih kilometara i nadmorske visine 275-268 m;
- Trebinjska šuma, kamenita zaravan od Trebinja do Poljica duga 23 km, prosječne širine 4-8 km i površine oko 115 četvornih kilometara. Dio od Dražina Dola do Huma se naziva Šuma, a nizvodnije do Poljica - Lug. Potpuno je bez nanosa, okršene površine, nagrižene mnogobrojnim vrtačama i ponorima. Trebišnjica je usječena u kamenu površinu i do 7-8 m. Nadmorska visina 270-250 m;
- Popovo polje u užem smislu, prostor između Poljica i Hutova. Prekrivaju ga plodni (aluvijalni) nanosi dužine oko 37 km, širine 1-3 km, dakle, površina 68,4 četvornih kilometara. Nadmorska visina 250-220 m. Od Poljica do Ravnog zove se Gornje polje, a od Ravnoga do ponora Trebišnjice Donje polje.[2]

## Reljef
Slijepa dolina rijeke Trebišnjice okružena je brdskim vijencima sa sjeveroistoka i jugozapada. Posljednji, bliži moru, blaži su i zaobljeniji te dostižu gotovo 1000 metara visine. Oni prema unutrašnjosti viši su i strmiji, te dosežu gotovo 1400 metara. S jugozapadne strane do mora se prostiru brda čija je prosječna visina tri do četiri stotine metara, a vrhovi prelaze sedam stotina metara. Polje s okolnim prostorom povezuju tri suhodoline: Zavala – Slano, Hutovo – Neretva i Kotezi – Ljubinje, dok je prema jugoistoku polje bez brdskih pregrada.

## Geološka građa
Najveći dio područja izgrađuju karbonatne naslage stijena koje su se nataložile u kredi. To su vapnenci, dolomiti i dolomitični vapnenci. Postotak kalcijeva karbonata u vapnencu u nekim se slojevima kreće do 99,98 posto, što znači da su stijene u dalekoj budućnosti osuđene na potpuno otapanje. U Popovu polju prisutna je veća površina kvartarnih nanosa.
U tektonskom smislu, prevladava cjelina koju Tumač geološke karte naziva Navlaka visokog krša (Raić i Papež 1982). Sjeverne i južne granice Navlake su uglavnom paralelne. Nalaze se po desetak kilometara sjevernije i južnije od Popova polja. Navlaka je premrežena uzdužnim, kosim i poprečnim rasjedima. Posebno se izdvajaju tri: uzdužni rasjed Žaba (od Žabe do Trstenog na jugu), poprečni rasjed Trnčina (od Crnoglava preko Trnčine do Slanog na jugu) te drugi poprečni rasjed Zavala (od Ravnoga preko Zavale do Slanog). Ovi su rasjedi izmijenili raspored naslaga stijena i otvorili kanale za podzemnu odvodnju Popova polja.
Popovo polje ispunjavaju taložine gline, šljunka i zemlje. Ispod njih se nalazi paleokrš: ispresijecan rasjedima, s brojnim škrapama, vrtačama i ponorima. Počevši od Poljica, debljina kvartarnog nanosa iznosi dva do tri metra, između Zavale i Ravnog dubina naslaga je oko deset metara, a na završetku polja oko dvadesetpet metara. Rjeđe, doseže i trideset metara. Međutim, dubina se ne povećava ravnomjerno. Najdublji slojevi su razne fine gline. Iznad njih su nataložene pjeskovite i šljunkovite gline, a na vrhu pijeskovi i šljunak. Debljina pojedinih slojeva je različita. Između šljunaka i glina granica je oštrija, ali nema pravila. U gornjem i središnjem dijelu polja prevladavaju šljunkoviti nanosi, a u donjem glina i pijesak. Najviše šljunka ima na području Zavala – Ravno.

## Nastanak polja
Priroda nastanka polja djelomično je poznata, ali mnoge okolnosti još nisu rasvijetljene. Smatra se da su važnu početnu ulogu odigrala razlomna pomicanja u zemljinoj kori, osobito neotektonske aktivnosti. Potom je važnu ulogu odigralo okršavanje, tj. otapanje karbonatnih stijena te tzv. fluvijalno-glacijalni procesi, tj. razna drobljenja, spiranja i nanošenja površinskog materijala. Oni oblikuju polje i njegovo podzemlje.
Popovska udolina oblikovana je iz nekoliko različitih cjelina: Mokro i Popovo polje su u početku bile kotline koje su nastajale i širile se primarnim okršavanjem. Potom su ispunjene taloženjem različitih materijala. Šumska zaravan je nastala erozijom vapnenačke površine.
U pleistocenu, geološkom razdoblju koje je trajalo oko dva milijuna godina i završilo prije desetak tisuća godina, smijenilo se nekoliko ledenih i međuledenih razdoblja. Oštre klimatske promjene drobile su stijene, koje su vode spirale i nosile u kotline. Stručnjaci se pozivaju na dokaze satelitskih snimaka, na kojima su zapažene tri doline kojima je s Orjena doticala velika količina vode. Već dobrim dijelom okršena površina ubrzano je preoblikovana: širena je kotlina i stvarana prostrana krška zaravan Trebinjske šume. Brojni humovi rubom Popova polja predstavljaju komplekse otpornijih stijena koje voda nije uspjela rastvoriti. Snižavanjem i uravnjivanjem današnjeg područja Trebinjske šume, te ispunjavanjem depresije Popova polja omogućen je jedinstven tok Trebišnjice do Hutova (Zubčević 1975).
No, hidrografija područja s vremenom se opet bitno promijenila. Ranije su vode otjecale površinski valama prema Slanom i preko Hutova donjoj Neretvi, a potom se formirala duga slijepa dolina Popova polja s jedinstvenim vodnim režimom. Dotjecale su znatno veće količine vode, ispunjavale dolinu te oblikovale sustave brojnih ponora u najnižem dijelu polja.

## Hidrografija Popova polja
U Popovu je izvorno bio aktivan dvostruki vodni režim, koji je hidrotehničkim radovima iz 1970-ih većinom potrt. Oskudica vode osobito je dojmljiva ljeti, za velikih suša. Međutim, i tada se veće količine vode nalaze u podzemnim šupljinama na različitim visinama. U kišnom dijelu godine u Popovo polje pristizale su ogromne količine vode. Slijevale su se niz okolne padine, izbijale po obodu polja, većinom sa sjeverne strane, no najviše ih je dolazilo Trebišnjicom. Između dotoka u Popovo polje i protoka kroz njegove ponore nije se mogla uspostaviti ravnoteža, pa se u Donjem polju stvaralo jezero različite veličine i trajanja. Narod ga je zvao blato. Dubina mu je dosezala 30 metara. Izračunato je da je 1883. u velikoj poplavi na polju bilo 350 milijuna kubičnih metara vode. Voda bi se u prosjeku zadržala po 250 dana, a 1915. čak 303 dana.
Razumljivo, to bi sasvim promijenilo način života. Dok je polje bilo suho, ljudi su se bavili poljoprivredom; kad bi potonulo, Popovci su preko noći postajali ribari ili lađari. Ribolov i prijevoz između velikih ponora i pod jakim burama donosio bi dosta opasnosti i stradanja, ali i sasvim zadovoljavajuće količine endemične ribe – popovske gaovice. Osim što je hranjiva, stari putopisci ne propuštaju napomenuti da ima i afrodizijačke osobine.

### Članci
- Vidović, Domagoj. 2010. Pregled toponimije jugozapadnoga dijela Popova. Folia onomastica Croatica. Zavod za lingvistička istraživanja HAZU. Zagreb.  (19): 283–340
- Vidović, Domagoj. 2011. Toponimija Sela Zavala, Golubinac, Belenići i Kijev Do u Popovu. Folia onomastica Croatica. Zavod za lingvistička istraživanja HAZU. Zagreb.  (20): 207–248

## Vanjske poveznice
- Međunarodni speleološki kamp u Popovu polju 2009.  Arhivirana inačica izvorne stranice od 26. svibnja 2014. (Wayback Machine) Pristupljeno 28. prosinca 2013.
- Ivo Lučić - Povijest dinarskog krša na primjeru Popova polja (disertacija)  Arhivirana inačica izvorne stranice od 14. prosinca 2013. (Wayback Machine) Nova Gorica, 2009., (pristupljeno 28. prosinca 2013.)